# World Grand Champions Cup masculine 2009
Navigation
2005 2013
La 5e édition de la World Grand Champions Cup de volley-ball masculin se déroulera à Ōsaka et Nagoya (Japon) du 18 au 21 novembre 2009.

## Équipes engagées
Champions continentaux :
- Pologne
- Cuba
- Brésil
- Iran.

Wild Card :
- Égypte.

Nation Organisatrice :
- Japon.

## Lieux de la compétition
|                                                                                        |                                                                                      |
|                                                                                        |                                                                                      |
| Ōsaka Municipal Central Gymnasium Ville: Ōsaka Capacité: 8.200 Année d'ouverture: 1993 | Nippon Gaishi Hall Ville: Nagoya Capacité: 10 000 Année d'ouverture: 19 juillet 1987 |

## Programme

### 1erPhase
- Ōsaka - Gymnase municipal d'Osaka

### 2ePhase
- Nagoya - Nippon Gaishi Hall

## Classement final
| No | Équipe  | Points | Matches | Matches | Sets | Sets   | Sets  | Points | Points | Points |
| No | Équipe  | Points | gagnés  | perdus  | pour | contre | Ratio | pour   | contre | Ratio  |
| -- | ------- | ------ | ------- | ------- | ---- | ------ | ----- | ------ | ------ | ------ |
| 1  | Brésil  | 10     | 5       | 0       | 436  | 360    | 1.211 | 15     | 3      | 5.000  |
| 2  | Cuba    | 9      | 4       | 1       | 474  | 420    | 1.129 | 14     | 7      | 2.000  |
| 3  | Japon   | 8      | 3       | 2       | 430  | 437    | 0.984 | 9      | 11     | 0.8180 |
| 4. | Pologne | 7      | 2       | 3       | 402  | 433    | 0.928 | 9      | 10     | 0.900  |
| 5. | Iran    | 6      | 1       | 4       | 472  | 491    | 0.961 | 8      | 14     | 0.571  |
| 6. | Égypte  | 5      | 0       | 5       | 388  | 461    | 0.842 | 5      | 15     | 0.333  |

## Podium final
| Place              | Équipe  |
| ------------------ | ------- |
| Médaille d'or      | Brésil  |
| Médaille d'argent  | Cuba    |
| Médaille de bronze | Japon   |
| 4                  | Pologne |
| 5                  | Iran    |
| 6                  | Égypte  |

## Récompenses individuelles
- MVP : Roberlandy Simon
- Meilleur marqueur : Kunihiro Shimizu
- Meilleur attaquant : Tatsuya Fukuzawa
- Meilleur contreur : Roberlandy Simon
- Meilleur serveur : Roberlandy Simon
- Meilleur libero : Sérgio Dutra Santos
- Meilleur passeur : Bruno Rezende